# Tom Wilkinson (wioślarz)
Tom Wilkinson (ur. 4 lipca 1985 w Reading) – brytyjski wioślarz.

## Osiągnięcia
- Mistrzostwa Świata Juniorów – Ateny 2003 – czwórka podwójna – 6. miejsce[1].
- Mistrzostwa Świata U-23 – Amsterdam 2005 – czwórka ze sternikiem – 5. miejsce[1].
- Mistrzostwa Świata U-23 – Hazewinkel 2006 – czwórka ze sternikiem – 5. miejsce[1].
- Mistrzostwa Świata U-23 – Glasgow 2007 – dwójka bez sternika – 3. miejsce[1].
- Mistrzostwa Świata – Monachium 2007 – czwórka ze sternikiem – 4. miejsce[1].
- Mistrzostwa Europy – Poznań 2007 – ósemka – 5. miejsce[1].
- Mistrzostwa Europy – Ateny 2008 – ósemka – 6. miejsce[1].
- Mistrzostwa Świata – Poznań 2009 – ósemka – 5. miejsce[1].